# 陈廷骅家族
陈廷骅家族，籍貫浙江鄞县云龙（今属宁波市鄞州区），是香港纺织业之著名家族。其家族企業為南豐集團，並有陳廷驊基金會。

## 家族成員
- 陈廷骅=妻楊福和
  - 長女陳慧芳=前長女婿Sabella/現長女婿鄧孟輝
    - 與前夫育有兩子

  - 次女陳慧慧=前次女婿張熾堂/現次女婿司徒啟瑞
    - 外孫張世成
    - 外孫女張添珞女婿蕭亦莊
    - 外孫女張添琳

## 外部連結
- 陈廷骅家族圖[永久]